# 楊春

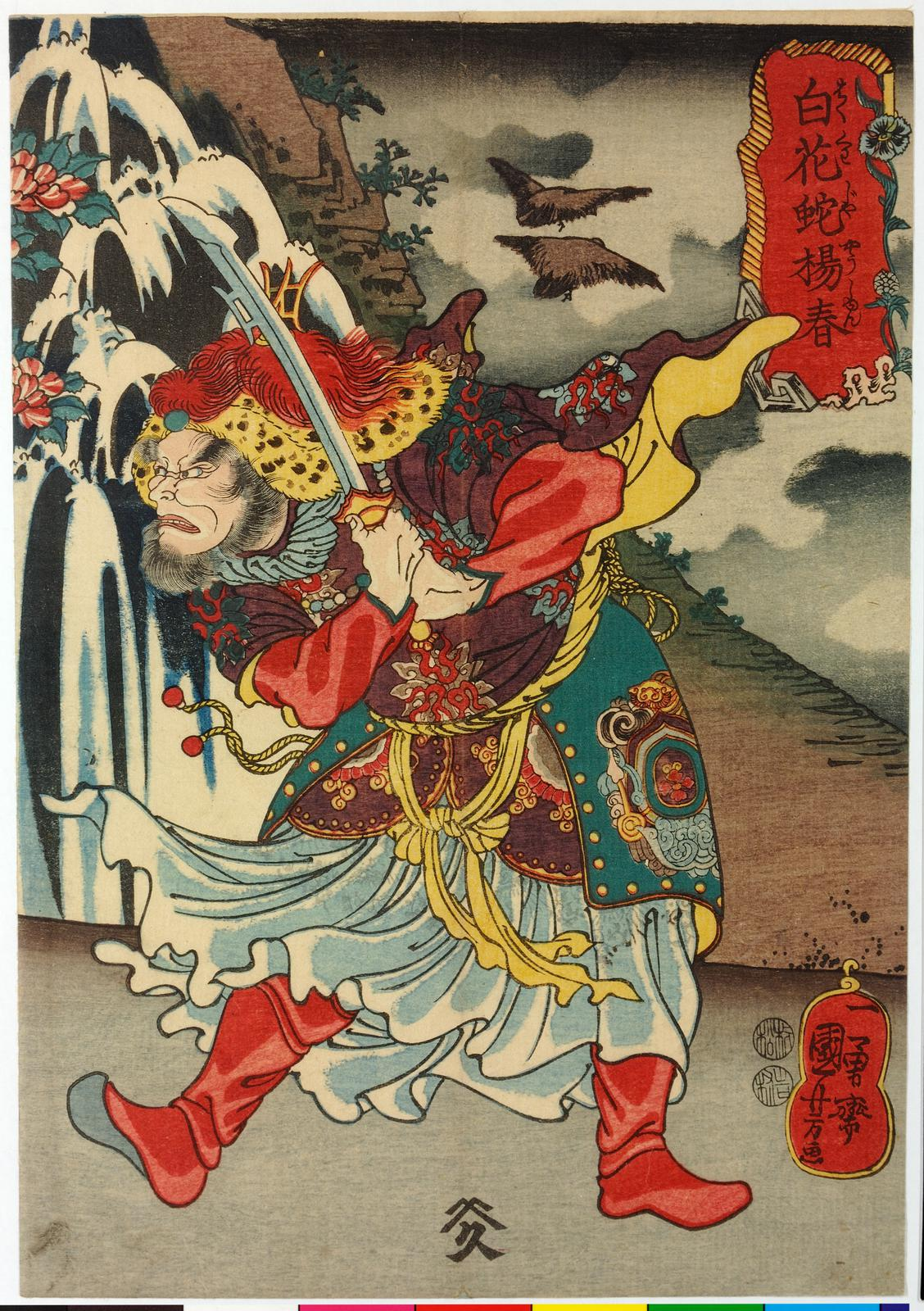
楊春

楊 春（よう しゅん）は、中国の小説で四大奇書の一つである『水滸伝』に出てくる登場人物。梁山泊第七十三位の好漢で、地隠星の生まれ変わり。渾名は白花蛇（はっかだ）で、白面の妖蛇のような容姿に由来する。華州のすぐ近くの少華山で朱武や陳達と共に山賊稼業をしていた。

## 生涯
華陰県の少華山に巣食う山賊の第三の頭領の楊春は、ある日、蓄えを心配した朱武がどこか一稼ぎしようと話を持ちかけられた時、陳達が華陰県の役所を襲うことを主張する。しかし、そこへ行くために豪傑の史進がいる史家村を通らなければならなかったため、楊春は朱武とともにこれを反対するが、それに怒った陳達は手下を引き連れて史家村へ向かってしまう。そして、陳達が史進に捕まったと知ると、手下全員で史家村を攻めて陳達を助けることを提案するも、朱武に諌められたため、朱武の作戦に従うことにした。その後、朱武とともに機転を利かせて史進の前に自首したことで、史進にその義侠心を気に入ってもらい、陳達は縄を解かれる。それからは史進と親交を持つようになる。しかし、山賊と交わっていることが露顕し、村を焼き払って逃亡してきた史進を彼らは少華山の頭領として迎えようとしたが、史進はこれを断り華州を去るが、紆余曲折して少華山に戻ってきたため、今度こそ史進を少華山の頭領になってもらった。
その後、史進の元で山賊家業を励んでいたが、ある日、史進が華州の太守に捕らわれ、史進を梁山泊に誘いに来た魯智深も彼を助けようとして逆に捕らわれてしまう。2人を助けるべく楊春ら少華山は梁山泊と協力して、華州を襲い2人を救出し、そのまま史進、朱武、陳達とともに梁山泊入りする。
入山後は、馬軍小彪将兼斥候となり、史進の副将として陳達とともに戦場で戦う。朝廷招安後も、史進の副将として遼国戦や田虎、王慶討伐に参戦するが、方臘討伐で昱嶺関に史進、陳達ら5人の頭領達とともに偵察に赴くも、龐万春の待ち伏せを受けて弓隊の矢の雨を浴びて戦死する。
| スタブアイコン | サブスタブ | この項目は、まだ閲覧者の調べものの参照としては役立たない、文学に関連した書きかけの項目です。この項目を加筆・訂正などしてくださる協力者を求めています（P:文学、PJ:ライトノベル）。項目が小説家・作家の場合には{Writer-substub}を、文学作品以外の本・雑誌の場合には{Book-substub}を貼り付けてください。 |